# Myiomela diana
Myiomela diana é uma espécie de ave da família Muscicapidae.
É endémica da Indonésia.
Os seus habitats naturais são: regiões subtropicais ou tropicais húmidas de alta altitude.